# Господари свемира (филм)
Господари свемира (енгл. Masters of the Universe) је амерички филм из 1987. године које је режирао Гери Годард у ком главне улоге играју Долф Лундгрен, Френк Ланџела и Кортни Кокс.

## Радња филма
На граници између светлости и таме стоји „Замак Сиве лобање“. Вековима су „војске Таме“ само сањале да заузму овај замак, јер ко год буде контролисао замак добиће моћ, моћ да постане свемоћан, моћ да постане „Господар универзума“.
Зла Лин је дошла код Гвилдора, проналазача космичког кључа, и тако на превару узела космички кључ. Захваљујући њему, Скелеторови јуришници су се инфилтрирали у град и заузели „Замак Сиве лобање“. До тада је Гвилдор успео да направи други кључ. Док су били у замку, Хи-Мен и његови пријатељи су активирали кључ и насумично изабрали правац. Ово их је довело на Земљу. Док су били на Земљи, наишли су на краву. Све то их води до закључка да су се нашли на примитивној планети. Након тога су кренули у потрагу за космичким кључем, који је нестао у непознатом правцу. Космички кључ је пао у руке Кевина и Џули док су били на гробљу. Притиснули су неколико дугмади и на Етернији су сазнали где се налази. Од тог тренутка, посебно обучени Скелеторов тим продире на Земљу да ухвати космички кључ.

## Улоге
| Глумац               | Улога                |
| -------------------- | -------------------- |
| Долф Лундгрен        | Хи-Мен / Принц Адам  |
| Френк Ланџела        | Скелетор             |
| Кортни Кокс          | Џули Винстон         |
| Мег Фостер           | Зла Лин              |
| Џон Сајфер           | Данкан / Мен-Ет-Армс |
| Челси Филд           | Тила                 |
| Кристина Пиклз       | Чаробница            |
| Роберт Данкан Макнил | Кевин Кориган        |
| Џејмс Толкан         | детектив Лубик       |
| Били Барти           | Гвилдор              |
| Тони Керол           | Човек Звер           |
| Понс Маар            | Суарод               |
| Гвин Гифорд          | Кетрин Винстон       |
| Волтер Скот          | Вилијам Винстон      |